# VTJ Sušice
VTJ Sušice (celým názvem: Vojenská tělovýchovná jednota Sušice) byl československý vojenský klub ledního hokeje, který sídlil ve městě Sušice v Západočeském kraji. Zanikl byl v roce 1990. V letech 1987–1989 působil ve 2. ČNHL, třetí československé nejvyšší soutěži ledního hokeje. Klubové barvy byly červená a bílá.
Své domácí zápasy odehrával na zimním stadionu Sušice s kapacitou 600 diváků.

## Historie
Zdroj: 
Na začátku osmdesátých let se klub dohodl s TJ Sušice o výměně soutěží, TJ tedy přenechalo vojákům Krajský přebor a místo VTJ začalo hrát Okresní přebor. V sezóně 1982/83 se klubu dokonce podařilo z Krajského přeboru postoupit do 2. národní ligy. V ní ovšem setrval pouze sezónu. Zpět se do 2. národní ligy povedlo klubu postoupit hned v sezóně 1984/85, kdy klub uspěl v kvalifikaci o 2. ligu. Ovšem klub se z ligy poroučel opět v první sezóně a z posledního místa ve skupině B sestoupil zpět do Krajského přeboru.
Hned následující sezónu klub opět uspěl v kvalifikaci o 2. ligu a postoupil již po třetí v krátké době do 2. národní ligy. Klubu se v ní tentokráte povedlo zůstat déle než jednu sezónu, kdy v první sezóně po opětovném návratu skončil na předposledním nesestupovém místě ve skupina A. Ve druhé sezóně po opětovném návratu klub ovšem skončil na tradičním posledním místě a sestoupil zpět do Krajského přeboru. Šanci postoupit po čtvrté v řadě do 2. národní ligy klub už ovšem neměl. V roce 1990 byl rozpuštěn podobně jako ostatní vojenské hokejové oddíly v republice.

## Přehled ligové účasti
Stručný přehled
Zdroj: 
- 1982–1983: Západočeský krajský přebor (4. ligová úroveň v Československu)
- 1983–1984: 2. ČNHL – sk. B (3. ligová úroveň v Československu)
- 1984–1985: Západočeský krajský přebor (4. ligová úroveň v Československu)
- 1985–1986: 2. ČNHL – sk. B (3. ligová úroveň v Československu)
- 1986–1987: Západočeský krajský přebor (4. ligová úroveň v Československu)
- 1987–1989: 2. ČNHL – sk. A (3. ligová úroveň v Československu)
- 1989–1990: Západočeský krajský přebor (4. ligová úroveň v Československu)

Jednotlivé ročníky
Zdroj: 
Legenda: ZČ - základní část, červené podbarvení - sestup, zelené podbarvení - postup, fialové podbarvení - reorganizace, změna skupiny či soutěže
| Československo (1982 – 1990) |                            |           |          |                                       |          |
| Sezóny                       | Soutěž                     | Úroveň    | ZČ       | Play-off, nadstavba, sk. o udržení... | Poznámky |
| 1982/83                      | Západočeský krajský přebor | 4. úroveň | 1. místo |                                       | Postup   |
| 1983/84                      | 2. ČNHL – sk. B            | 3. úroveň | 8. místo |                                       | Sestup   |
| 1984/85                      | Západočeský krajský přebor | 4. úroveň | 1. místo |                                       | Postup   |
| 1985/86                      | 2. ČNHL – sk. B            | 3. úroveň | 8. místo |                                       | Sestup   |
| 1986/87                      | Západočeský krajský přebor | 4. úroveň | 1. místo |                                       | Postup   |
| 1987/88                      | 2. ČNHL – sk. A            | 3. úroveň | 7. místo |                                       |          |
| 1988/89                      | 2. ČNHL – sk. A            | 3. úroveň | 8. místo |                                       | Sestup   |
| 1989/90                      | Západočeský krajský přebor | 4. úroveň | ?. místo |                                       |          |